# Rue Defrance (Liège)
Ne doit pas être confondu avec Rue Defrance.
La rue Defrance est une artère du centre de la ville de Liège (Belgique).

## Odonymie
La rue rend hommage à Léonard Defrance, né à Liège le 5 novembre 1735 où il meurt le 22 février 1805 , peintre liégeois. Il a été l'un des principaux maîtres d'œuvre de la démolition de la cathédrale Saint-Lambert faisant suite à la révolution liégeoise.

## Description
Cette rue rectiligne et en légère déclivité mesure environ 155 m. Les seize immeubles sont tous situés du côté est (impair) de la rue. Les façades font face à la ligne de chemin de fer Liège-Bruxelles (plan incliné) et à l'autoroute A602 construite au début des années 1970 au-dessus de la voie ferrée.

## Voies adjacentes
- Rue Wazon
- Rue Saint-Gilles
- Rue Bassenge
- Rue Nysten

### Source et bibliographie
- Yannik Delairesse et Michel Elsdorf, Le nouveau livre des rues de Liège, Liège, Noir Dessin Production, 2008, 512 p. (ISBN 978-2-87351-143-2 et 2-87351-143-5, présentation en ligne), page 226